# Självägarskap
Självägarskap (eller individens självständighet eller individuell autonomi) är konceptet om att individen äger sin egen kropp och sitt eget liv, detta enligt naturrätten. Självägarskap är ett centralt begrepp inom anarkismens mer individualistiska inriktningar. Den inom anarkokapitalismen centrala "icke-aggressionsprincipen" är härledd från självägarskapets idé.
Liberalismens fader John Locke skriver i sitt politiskt inflytelserika verk Two Treatises on Government (1689) att "every man has a Property in his own Person" och att individen "has a right to decide what would become of himself and what he would do, and as having a right to reap the benefits of what he did". Anarkokapitalismens grundare, Murray Rothbard, argumenterar för "100 procent självägarskap" i sin bok The Ethics of Liberty (1982). Först att skriva om "the sovereignty of the individual" är dock den individualanarkistiske författaren Josiah Warren.